# 163丁目-アムステルダム・アベニュー駅
163丁目-アムステルダム・アベニュー駅（163ちょうめ-アムステルダム・アベニューえき、英語: 163rd Street–Amsterdam Avenue）はニューヨーク市地下鉄IND8番街線の駅である。マンハッタン区ワシントンハイツのアムステルダム・アベニューとセント・ニコラス・アベニューの交差点に位置し、A系統が深夜のみ、C系統が深夜を除く終日停車する。

## 駅構造
| G  | 地上階                         | 出入口                                                                                            |
| B1 | 改札階                         | 改札口、駅員詰所、メトロカード自動券売機                                                          |
| B2 | 相対式ホーム、右側の扉が開く。 | 相対式ホーム、右側の扉が開く。                                                                    |
| B2 | 北行緩行線                     | ← 深夜のみ：207丁目駅行き（168丁目駅） ← 168丁目駅行き（終点）                                    |
| B2 | 南行緩行線                     | → 深夜のみ：ファー・ロッカウェイ駅行き（155丁目駅）→ ユークリッド・アベニュー駅行き（155丁目駅）→ |
| B2 | 相対式ホーム、右側の扉が開く。 |                                                                                                   |
| B3 | 北行急行線                     | ← 通過                                                                                            |
| B3 | 南行急行線                     | → 通過 →                                                                                          |

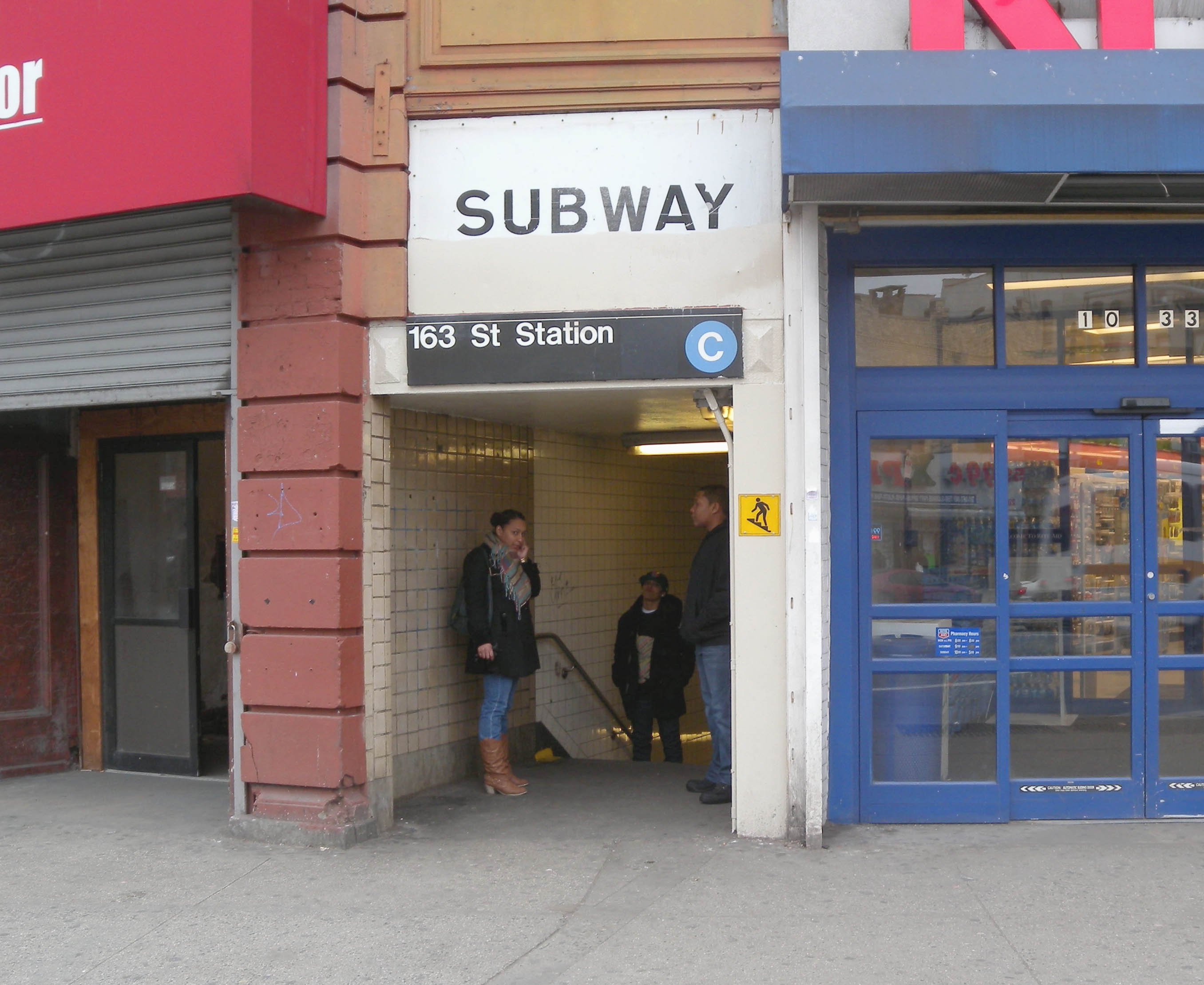
162丁目にある駅への入口

当駅は1932年9月10日に開業、2面2線の相対式ホーム構造である。なお、駅の下には日中のA系統が通過する急行線が走っており、これは駅からの視認は不可能である。駅の北側では緩行線が内側、急行線が外側の複々線となり168丁目駅に入る。緩行線は次の168丁目駅で終了、緩行線を走行するC系統は168丁目駅で折り返し、急行線はその先の207丁目駅へと続きA系統はそちらまで足を伸ばす。
ホーム壁面には白のサンセリフ書体で「163RD STREET - AMSTERDAM AV」と二行で書かれた駅名標があり、地色は黄色で周辺を黒で囲っている。また、小さな「163」と書かれた標が等間隔で設置されているほか、ホーム上の黄色の柱全てにニューヨーク市地下鉄標準の黒地に白の駅名標が掲げられている。
2015年 - 2019年のMTAキャピタルプランにおいてこの駅は他のニューヨーク市地下鉄の30駅と共に駅改良工事第一段階の一環として駅構造の完全な見直しを受け、2018年3月12日から同年9月27日まで改装工事を行っている。改良内容は携帯電話サービスやWi-Fi、USB充電所、対話サービス勧告や地図の設置などである。ニューヨークシティ・トランジット・オーソリティは2017年6月1日に72丁目駅、86丁目駅、カテドラル・パークウェイ-110丁目駅と当駅における改良工事の要求を許可、MTAの取締役会は2017年10月にECCO III Enterprises社と11億1000万ドルの契約を結んだ。

### 出口
この駅には駅の北端から南端まで改札階が続いていたが、現在は南側半分だけが使用されている。閉鎖された北側には中央改札口や各ホームからの3つの階段、163丁目へ通じる階段への出口専用の改札機などがある。セント・ニコラス・アベニューと西163丁目の交差点南西には閉鎖された階段が2つあったほか、南東にも閉鎖された階段が1つあった。
現在使用されている南側は黒縁のガラスにより南北改札外とホーム改札内の3つに分けられており、これは2018年の改装で南北ホーム間を改札内で行き来できるように改札の位置が変更されている。3区画のうち、外側2つが出入口となっており、改札階中央に繋がる回転式改札機やきっぷ売り場などがある。
- 階段1つ、アムステルダム・アベニューとセント・ニコラス・アベニューと西162丁目の交差点南西、ライト・エイド薬局内[11]。
- 階段1つ、セント・ニコラス・アベニューと西162丁目の交差点南東[11]。
- 階段1つ、アムステルダム・アベニューと西161丁目の交差点北東[11]。